# Юзефув (Білгорайський повіт)
Юзе́фів (або Йозефів, Юзе́фув, пол. Józefów) — місто в східній Польщі. Належить до Білгорайського повіту Люблінського воєводства.

## Розташування
Знаходиться на Закерзонні (в історичній Холмщині).

## Історія
1749 року вперше згадується унійна церква в місті.
За даними етнографічної експедиції 1869—1870 років під керівництвом Павла Чубинського, у місті проживали православні українці.
Віками проводилась латинізація і спольщення місцевих жителів, завершальним етапом стало закриття церкви Успіння Пресвятої Богородиці в 1838 р.

## Населення
Демографічна структура станом на 31 березня 2011 року:
|          | Загалом | Допрацездатний вік | Працездатний вік | Постпрацездатний вік |
| -------- | ------- | ------------------ | ---------------- | -------------------- |
| Чоловіки | 1212    | 222                | 874              | 116                  |
| Жінки    | 1318    | 238                | 772              | 308                  |
| Разом    | 2530    | 460                | 1646             | 424                  |